# Station Milejówka
Station Milejówka is een spoorwegstation in de Poolse plaats Piotrków Trybunalski.